# Рошейдер-хоф

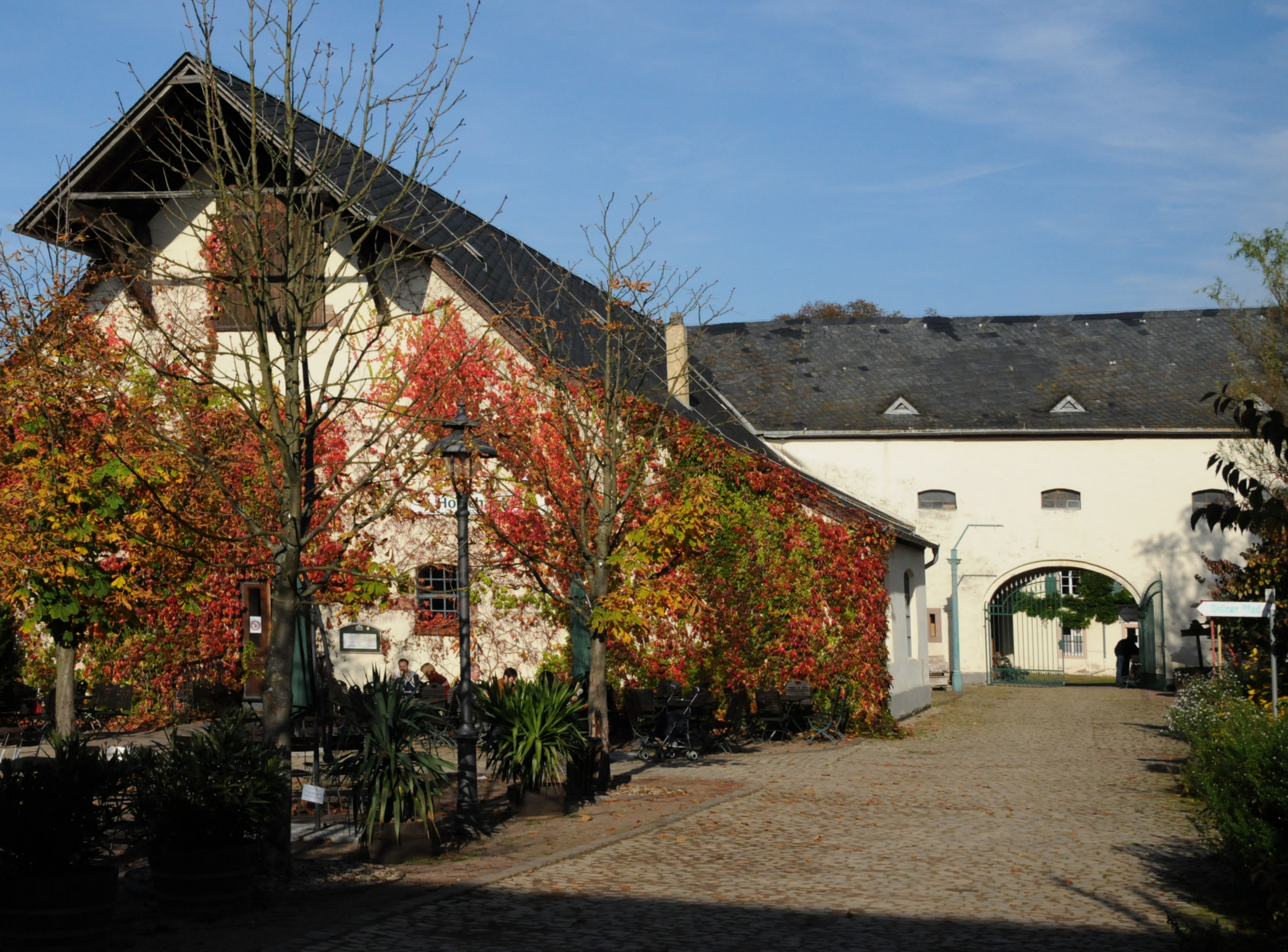
Главное здание

Музей под открытым небом Рошейдер-хоф (нем. Roscheider Hof – Рошейдский двор) — основанный в 1976 году музей этнографии под открытым небом в немецком городе Конц (федеральная
земля Рейнланд-Пфальц). Расположен на возвышенности над Мозельской долиной в городском районе Конц-Рошейд. Представлены образцы народной культуры регионов окружающих реки Мозель и Саар, в том числе Айфель, Хунсрюк, Саар, а также части Люксембурга и Лотарингии.
Рошейдер Хоф является одним из крупнейших музеев этнографии на территории Германии: общий размер местности составляет 20 га на которой располагается выставочная площадь в 4000 м². Особое значение имеют выставки «Маленький оловянный мир», «Игрушки со всего света» и «Чугунные плитки».
Владельцем музея является некоммерческая организация Volkskunde- und Freilichtmuseum Roscheider Hof, Konz e.V.

## История музея

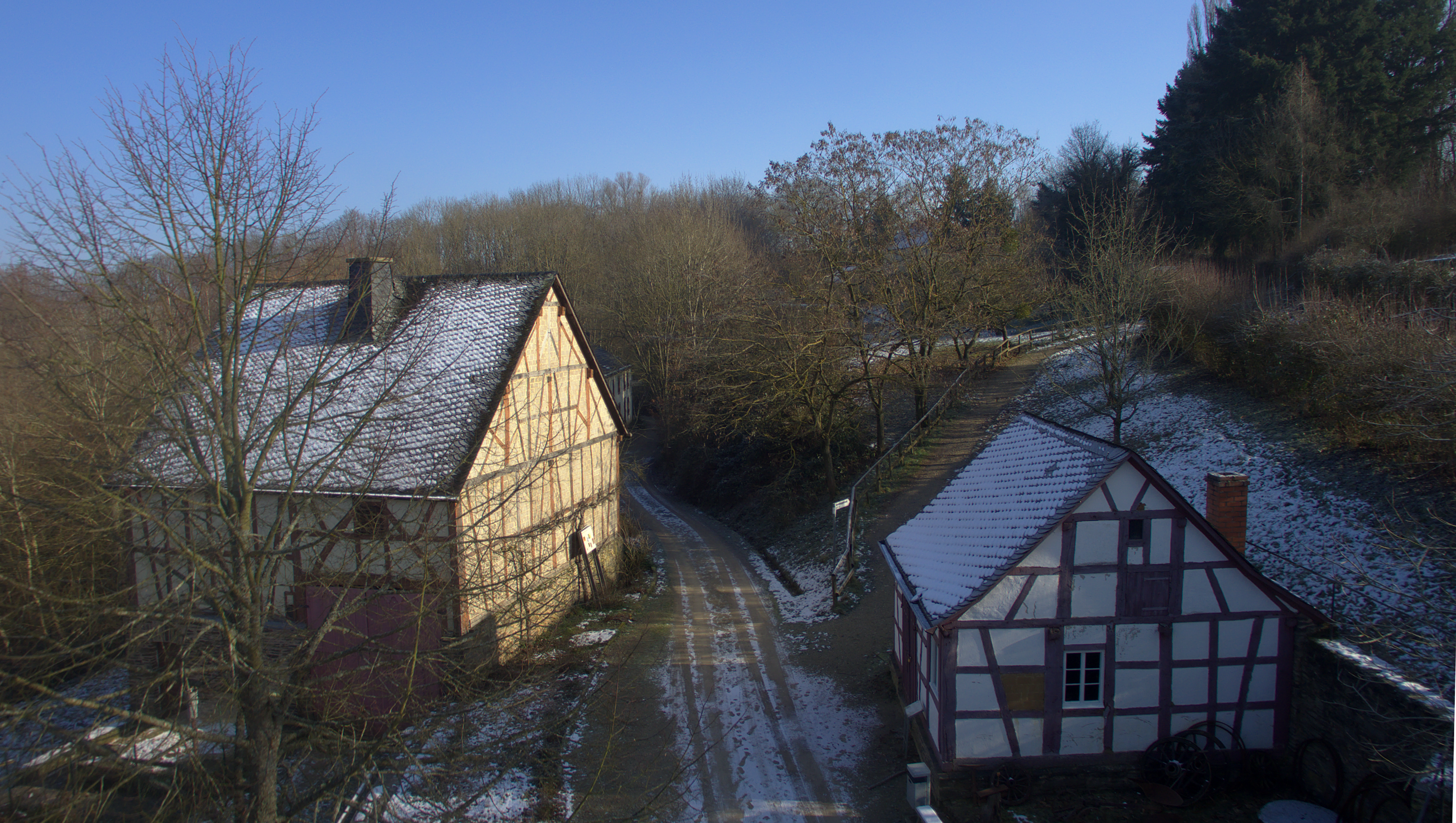
Деревня Хунсрюк зимой

Главное здание музея — Roscheider Hof — впервые документировано в 1330 году. До
1802 года оно использовалось как усадьба монастырёмSt. Matthias. После
наступления Франции в 1794 году усадьба принадлежала французскому
правительству. В 1805 году французский солдат — приятель Карла Маркса — купил
эту же усадьбу на торгах. С течением времени участок часто перепродавался и
использовался в разных целях.
Местное управление города Конц приобрело участок в 1969 году для создания
нового района и для открытия музея под открытым небом вокруг главного здания.
Музей был создан в 1973 году, а открытие для общественности состоялось в 1976 
году. Главным лицом в процессе строительства являлся Рольф Робишон- 
архитектор и профессор строительного института города Трир (сег. Hochschule 
Trier). Тем временем также начались работы над строительством исторических
деревень и фруктовых садов на окружающих полях.

## Достопримечательности

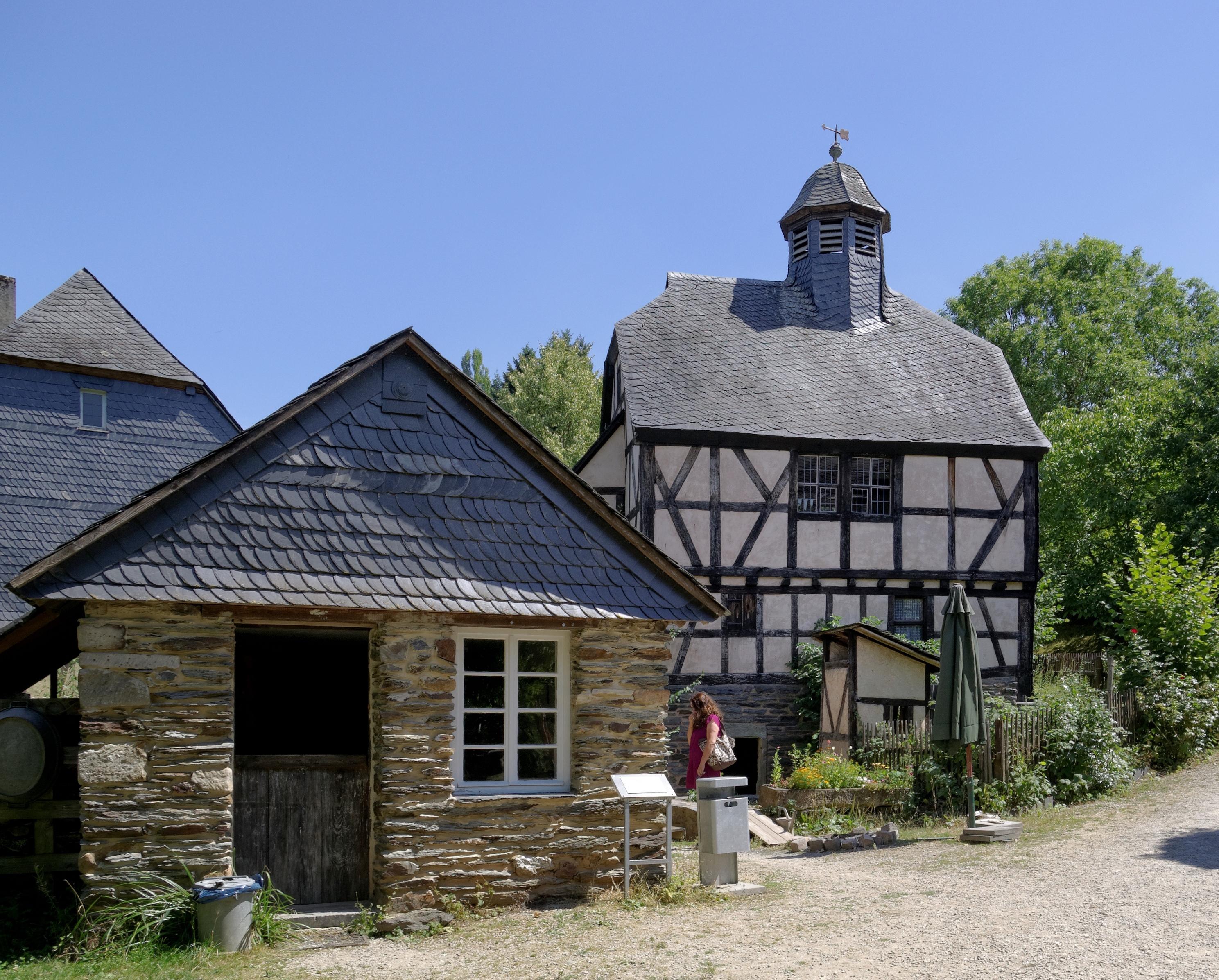
Бакгауз и ратуша

В главном здании представляются выставки разных сфер народной культуры в
числе которых виноградарство, винокурение, спальные комнаты разных эпох, 
стирка и купание, пекарня, а также выставка католического вероисповедания. 
Далее имеются два коридора, на которых располагаются 20 исторических
магазинов, мастерских, врачебных приёмных, к тому же школьный музей и банк. 
Более того на территории музея находится вторая экспозиция оловянных фигурок
в мире по количеству образцов и коллекция игрушек со всего света.
Главным аттракционом на окружающих полях является Хунсрюквейлер- 
подлинная историческая деревня из переднего Хунсрюка с множеством
фахверковых домов, в том числе один дом, который раньше использовался в
качестве лагеря для военнопленных. История железных дорог в этом регионе
представляется в торговом складе, перевезённом в музей в 2014 году. Наружную
часть музея украшают фруктовый сад, цветник и детская площадка.
Общество пчеловодов города Конц имеет пасеку на территории музея. 

## Деятельность

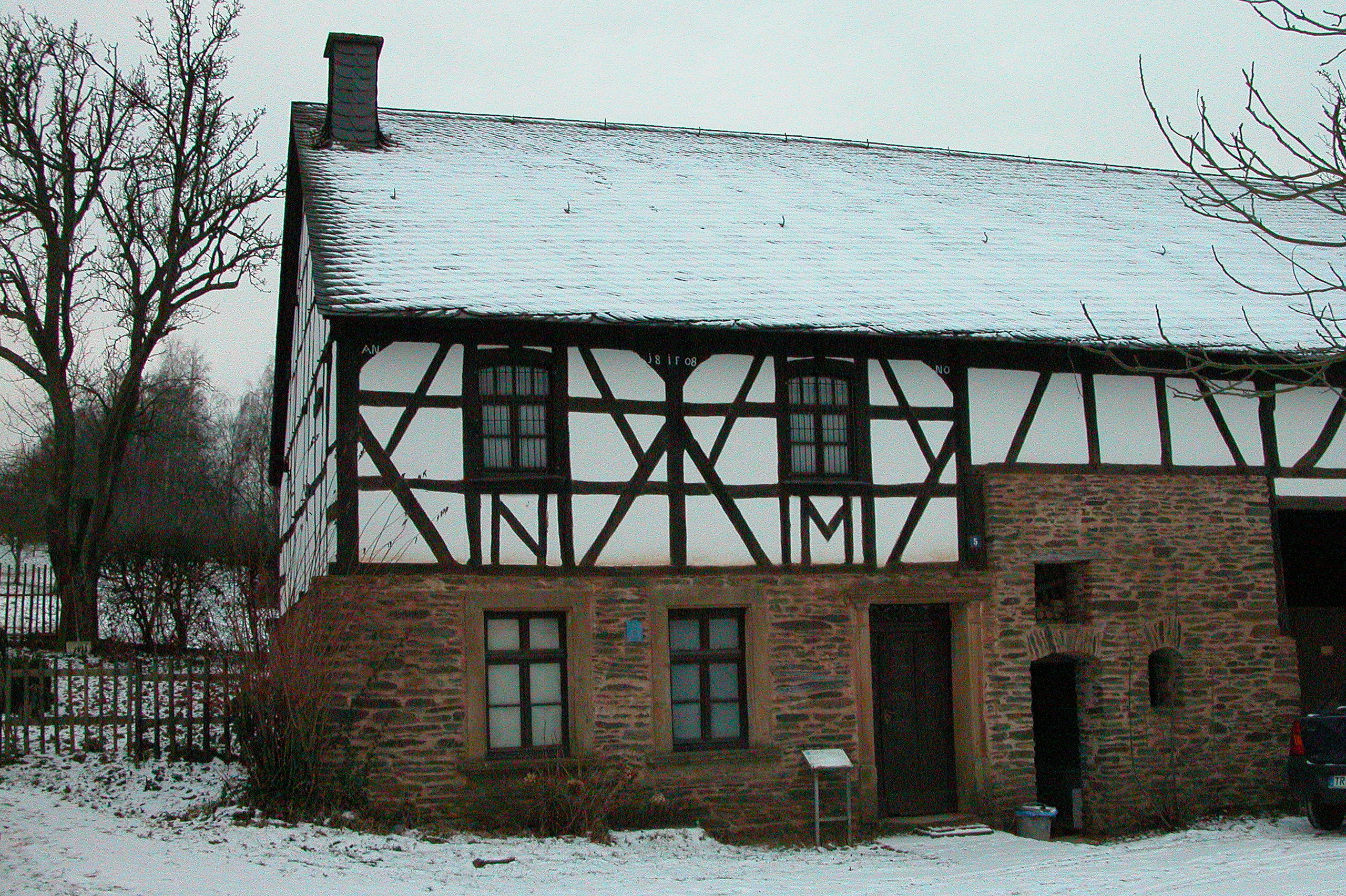
Лагерь военнопленных Molz дом

Ежегодно в музее представляются особенные выставки и проводятся различные
праздники и мероприятия для детей.